# 退伍
退伍（英語：Military discharge），指服完常備役或預備役之後，離開軍隊，恢復一般公民身份至社會工作之軍人。

## 美國
美軍存有多種類型的退伍。

### 行政型
- 初級分離 (Entry Level Separation)：軍人在服役頭180日離開軍隊時使用。
- 名譽退伍 (Honorable Discharge)：通常具有重大功勞，享有退伍軍人的大部分福利。
- 一般退伍 (General Discharge)：因為一般原因退伍之人，可能享有部分福利。
- 其他退伍：所有其他因素退伍（包含因戰傷殘），這類退伍通常是交由退伍軍人管理機構判定其福利資格。

### 懲戒型
- 勒令退伍（軍法勒退）：在軍隊中犯了違反規定而遭到勒令離開軍隊，並且剝奪全部的退伍軍人福利。
- 不名譽退伍（非榮譽退伍、開除軍籍）：在軍隊中犯下嚴重不良行為或犯罪，被剝奪全部的退伍軍人福利，且其未來就業等各方面事項亦會受到影響。（禁止持有槍枝、求職遭遇困難等）在部分美國州份，不名譽退伍的軍人在當地法律上與有刑事案底的人無異。

## 中华人民共和国
中国人民解放军的退伍制度中与世界各国差别较大之处在于，普通士兵（义务兵/志愿兵）服役期满称之为“退伍”，而“干部”（指正式军官；士兵提升为干部称为“提干”）因视为职业军人，其离开部队称之为“转业”（俗称“去地方”，习惯上与“部队工作”相对的称一般社会工作为“地方工作”）。针对已退出工作岗位的、中华人民共和国成立前即参加中国共产党所领导的军队干部，称为离休干部。